# Дојчландсберг
Дојчландсберг (словен. Lonč) град је у Аустрији, смештен у јужном делу државе. Значајан је град у покрајини Штајерској, као седиште истоименог округа Дојчландсберг.

## Природне одлике
Дојчландсберг се налази у јужном делу Аустрије, 230 км југозападно од главног града Беча. Главни град покрајине Штајерске, Грац, налази се 45 km североисточно од града.
Град Дојчландсберг се сместио у долини речице Ласниц, притоке Муре. Западно од града се издижу Алпи, тачније Корски Алпи, док се источно пружа Средњоштајерска котлина. Надморска висина града је око 370 m.

## Становништво
| 1971. | 1981. | 1991. | 2001. | 2011. |
| ----- | ----- | ----- | ----- | ----- |
| 7.295 | 7.620 | 7.760 | 7.983 | 8.136 |

Данас је Дојчландсберг град са нешто више од 8.000 становника. Последњих деценија број становника града стагнира.